# Megaselia flavifacioides
Megaselia flavifacioides is een vliegensoort uit de familie van de bochelvliegen (Phoridae). De wetenschappelijke naam van de soort werd voor het eerst geldig gepubliceerd in 1922 door Senior-White.